# Lime
Lime («Лайм»; от англ. lime — «лаймовый цвет») — канадская музыкальная группа 1980-х годов, выпускавшая композиции в стиле постдиско (синти-поп, буги, хай-энерджи). После обретения известности в 1983 году, Lime стали одним из прородителей жанра евродэнс (танцевальной музыки 1990-х) наряду с такими европейскими группами как Eurythmics, Fancy, Secret Service и др.
Оригинальный состав группы: монреальская пара Дени и Дениза Лёпаж (Denis & Denyse LePage), просуществовавшие вместе до 1988 года. С 1988 по 2002 год Дени работал над музыкой один, а на сцене выступали разные пары. Начиная с 2002 года под псевдонимом Lime выступает дуэт Джой Доррис и Роб Хьюбертс.

## История группы
Эта знаменитая студийная группа возникла в 1980 году в Канаде. В её составе были супруги Дени и Дениза Лёпаж (Denis & Denyse LePage). Дени начал свою музыкальную карьеру ещё в конце 60-х годов, в 1968 году сделал первую запись, а в 1971 году вступил в брак с Денизой Савария, которая разделяла его любовь к танцевальной музыке. В 1976 году супруги создали первую совместную группу "Le Pouls", но их записи не были замечены публикой. В 1978 году очередным проектом супругов стал "Erotic Drum Band". Но первый серьёзный успех Дени и Денизы был связан с проектом "Kat Mandu", который в 1979-1982 годах записал целых три альбома и выпустил хиты "The Break" (1979) и "I Wanna Dance" (1981). Затем последовали проекты «Voggue» (хиты «Dancin' the Night Away» (1981) и «Love buzz» (1981)), Carol Jiani («Hit and Run Lover» (1981)),  работа с France Joli, Geraldine Hunt и Freddie James. Также Дени Лепаж выпустил несколько инструментальных сольных диско-треков, из которых самым успешным был «Hot Wax» (1981) под именем Mother F. 
Первым хитом новоиспечённой группы "Lime" стала композиция "Your Love" (1981), которая была №1 в американском чарте Billboard, вошла в TOP10 в пяти европейских странах (№1 в Бельгии, №3 во Фландрии, №10 в Нидерландах) и получила золото по результатам продаж. Музыка полностью создавалась в студии с помощью синтезаторов Roland TB-303 и Roland TR-808. Своеобразной фишкой дуэта стало сочетание хриплого мужского баритона и кукольного женского фальцета. Следующий сингл "You're My Magician" стал международным хитом (№7 в Billboard). Дебютный альбом группы "Lime" был выпущен в 20-ти странах, включая Европу, Азию и Латинскую Америку. За первым успехом последовали новые хиты, закрепившие за "Lime" статус ведущей Hi-NRG группы Канады: "Babe We are Gonna Love Tonight" (1982, №3 в Billboard, №14 в Нидерландах), "Come And Get Your Love" (1982), "A Man And A Woman" (1982), "Guilty" (1983), "Angel Eyes" (1983), "Give Me Your Body" (1983), "Don't You Wanna Do It" (1984), "The Party's Over" (1984), "Unexpected Lovers" (1985, №6 в US Dance Chart, №34 в Нидерландах). Затем творческий потенциал дуэта пошёл на убыль. В 1988 году Дени и Дениза развелись, после чего Дени продолжил работать под именем "Lime" и продюсировать другие танцевальные проекты, в том числе Direct Input, Step By Step и Peter Batah. Не отошла от мира музыки и Дениза.
Поскольку к середине 80-х годов супругам Лепаж было уже под сорок лет, они старались не афишировать своё участие в группе "Lime", так как опасались, что информация об их возрасте отпугнёт молодёжь от их продуктов. Поэтому на обложках альбомов и синглов "Lime" никогда не было их фотографий, а в рекламных турах в поддержку альбомов их заменяли на сцене подставные молодые вокалисты (Joy Dorris и Chris Marsh, а затем Jeff Streger и Kim Cermank), которые всегда "пели" под фонограмму. Когда в 90-е годы истинные исполнители хитов "Lime" были "рассекречены", многие американские их фанаты действительно испытали шок и отказывались этому верить. Из-за недостатка информации о группе ходило множество баек, например, предполагали, что якобы никакой Денизы Лепаж не существует, и её вокальные партии исполняет тоже Дени, владевший широким вокальным диапазоном. 
В XXI веке Дени и Дениза Лепаж продолжали выпускать свои записи и вести несколько новых проектов. В середине 00-х годов Дени Лепаж сделал операцию по смене пола и работал под псевдонимом NiNi NoBless. У супругов Лепаж есть дочь, но она далека от мира музыки. 
21 августа 2023 года Denis Lepage скончался от рака в возрасте 74 лет.

## Альбомы
- 1981 - Your Love
- 1982 - Lime II
- 1983 - Lime III
- 1984 - Sensual Sensation
- 1985 - Lime - The Greatest Hits
- 1985 - Unexpected Lovers
- 1986 - Take The Love
- 1989 - Brand New Day
- 1991 - Caroline